# Cecropia obtusifolia
El Huarumbo  , llamado en algunas zonas guarumbo (Cecropia obtusifolia),  es un árbol, de la familia de las Urticaceae. Es un árbol con copa en forma de sombrilla y hojas compuestas como palmas. Su tronco es monopódico, cilíndrico y hueco y por lo regular sirve de hábitat para hormigas del género Azteca. Habita en el sur de México hasta Centroamérica desde el nivel del mar hasta los 900 metros. Es una especie pionera de las más abundantes y conspicuas de las zonas tropicales.

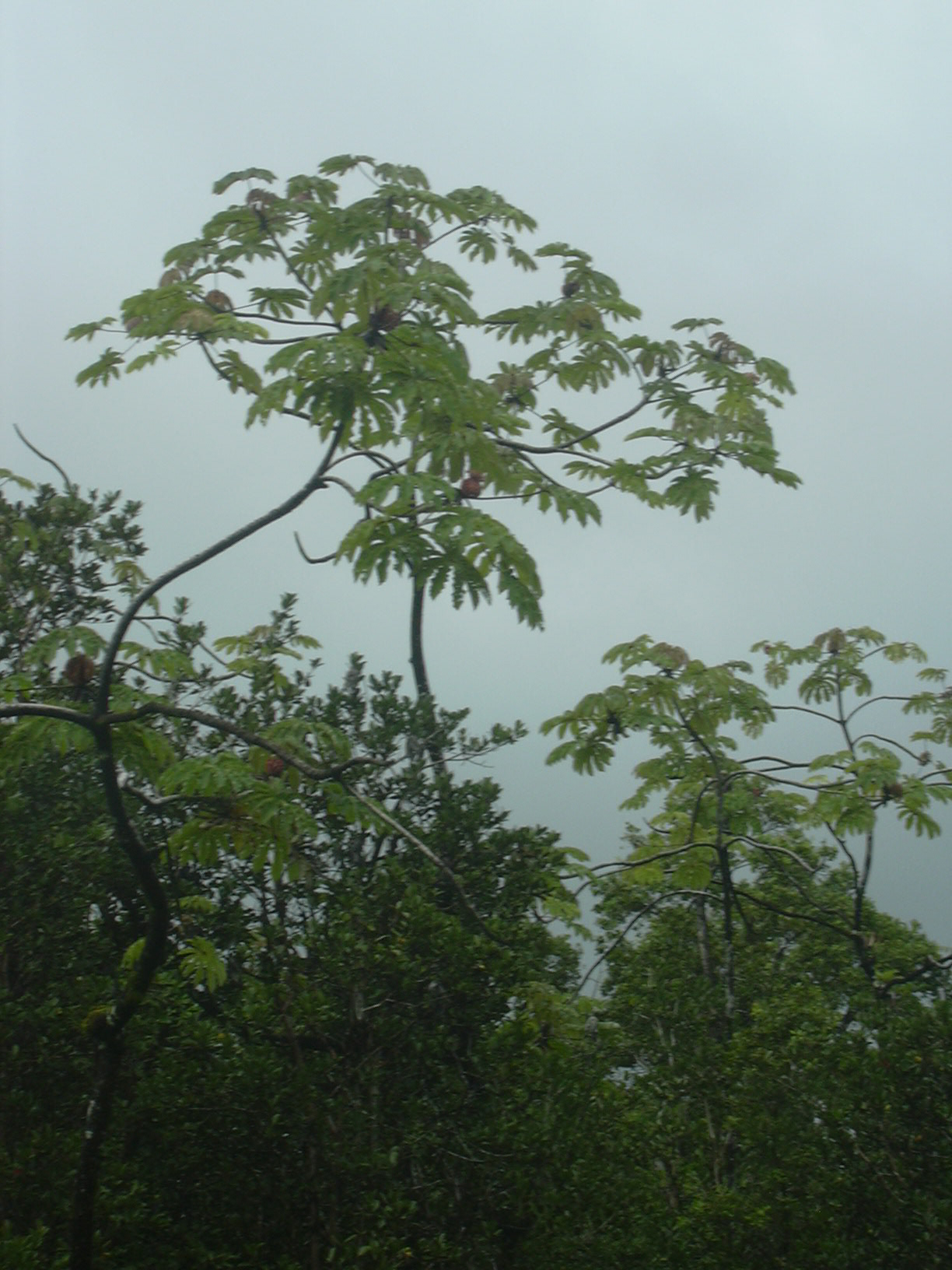
Vista de la planta

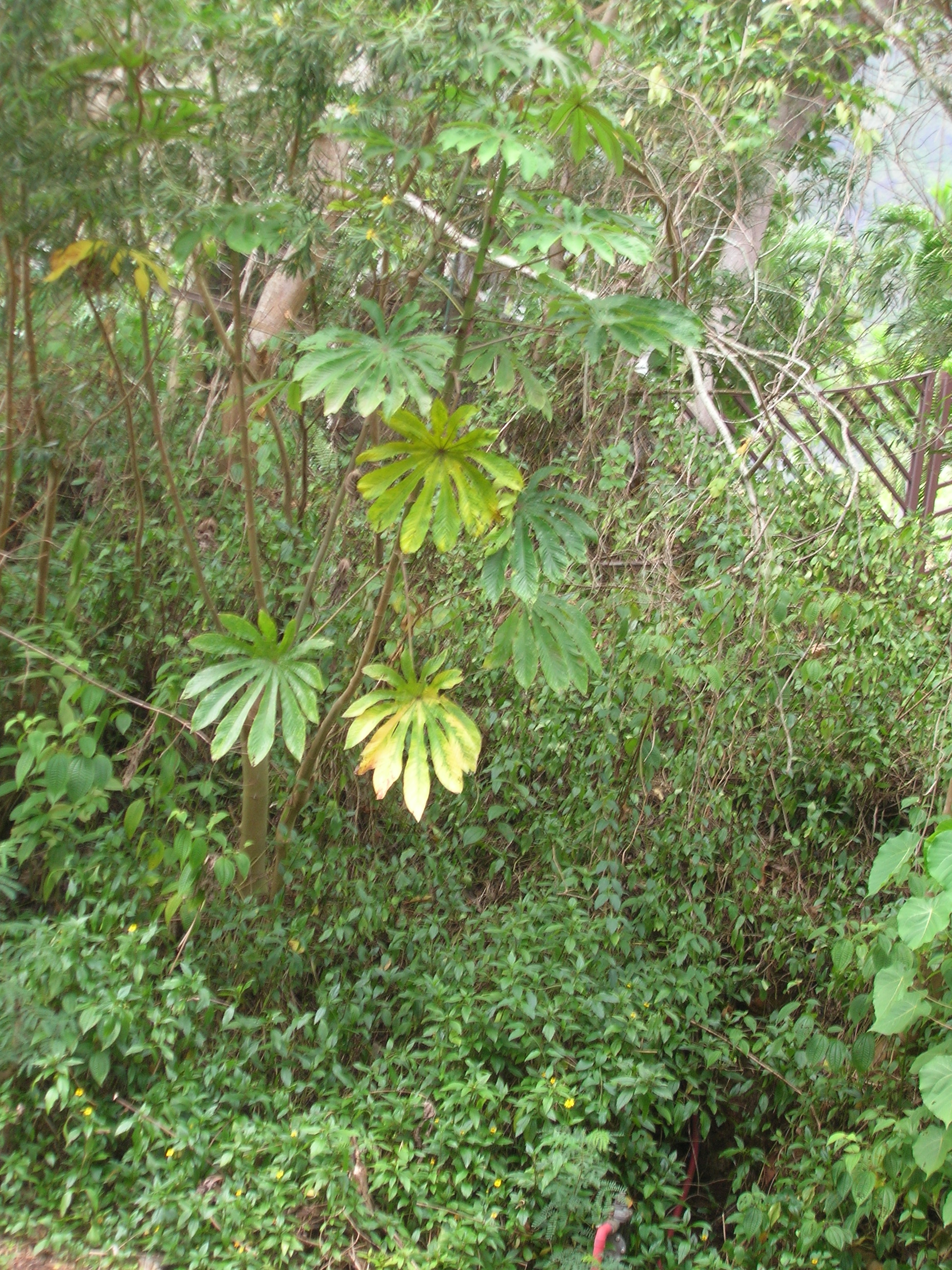
En su hábitat

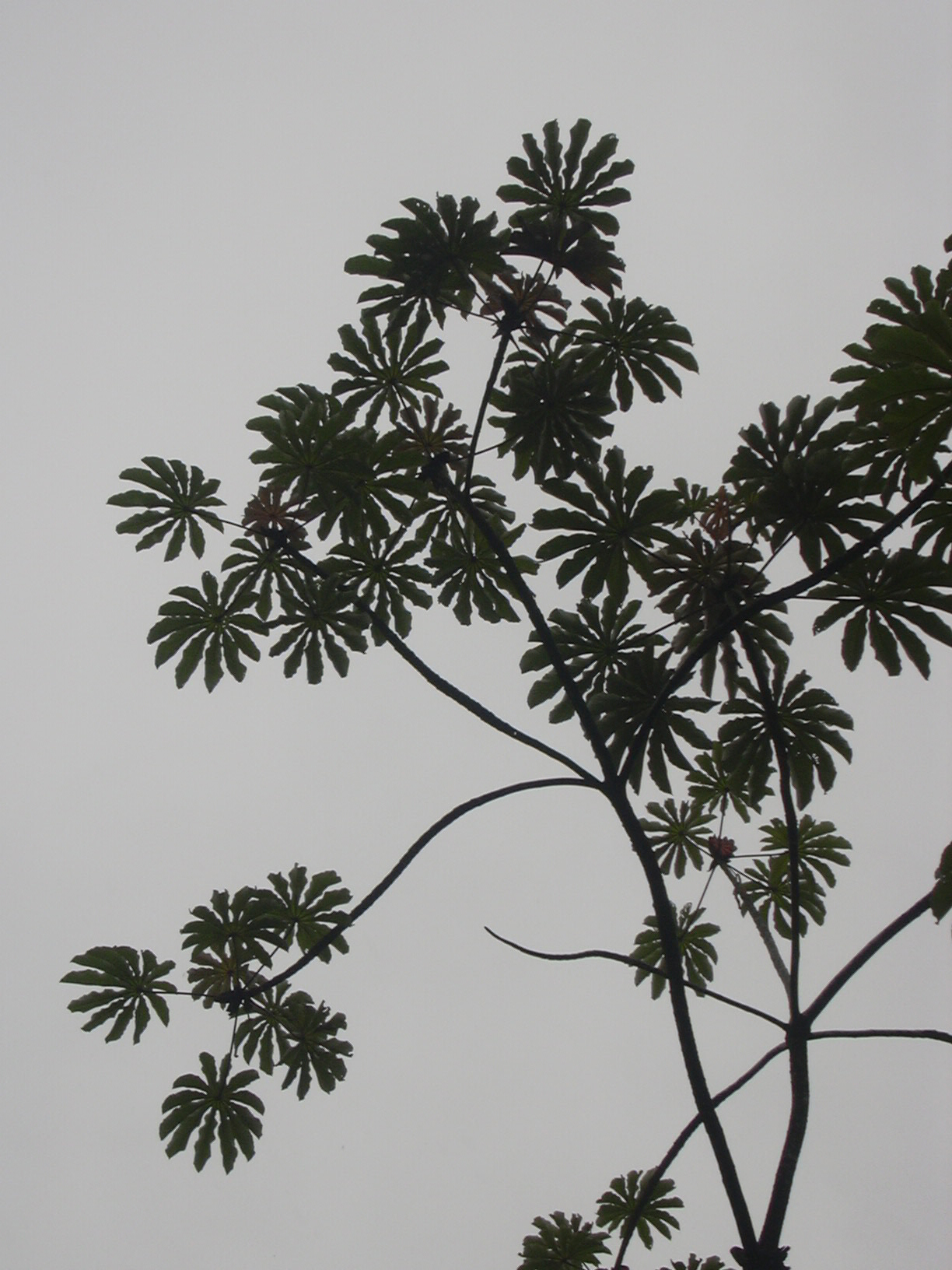
Detalle de las hojas

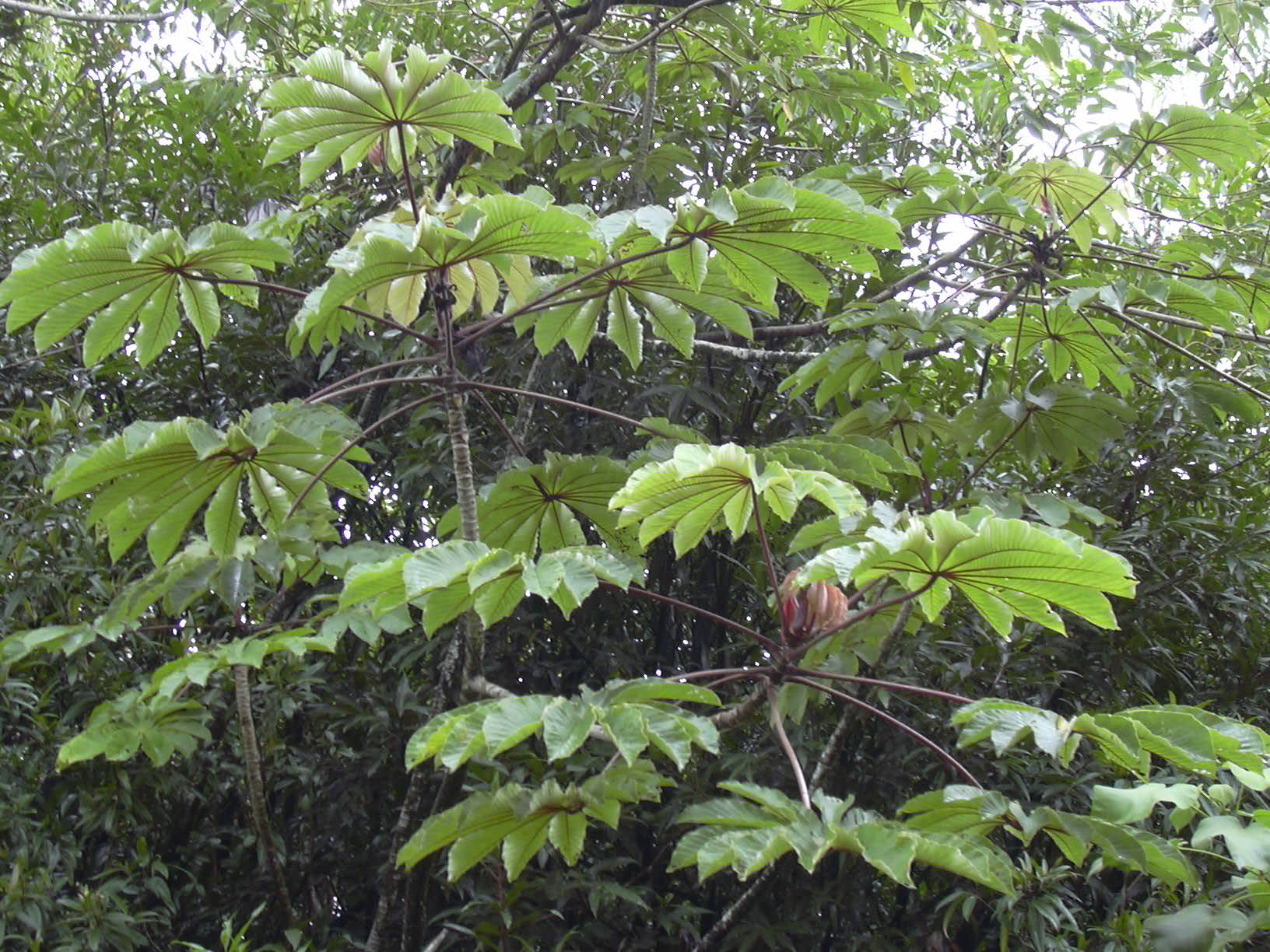
Hojas

## Descripción
Son árboles mayormente que alcanzan un tamaño de 5–20 m de alto. Hojas profundamente 10–13-lobadas, escabrosas a casi glabras y ásperas en la haz, aplicado-tomentosas en el envés, con (24–) 28–43 pares de nervios secundarios partiendo de los nervios primarios más largos; pecíolos hasta 7 dm de largo, uncinado-puberulentos. Pedúnculos estaminados 9–12 cm de largo, espatas 14–17 cm de largo y 1.5–2 cm de ancho antes de abrirse, espigas 10–14, 13–17 cm de largo y 3–5 mm de grueso; pedúnculos pistilados 7–17 cm de largo, espata 15–25 cm de largo y 1.5–2 cm de ancho antes de abrirse, espigas 3–4, 12–30 cm de largo y 5–10 mm de grueso.

## Distribución y hábitat
Común en bosques siempreverdes, especialmente cuando han sido perturbados, zonas atlántica y norcentral; a una altitud de  0–900 m; fl y fr feb–sep; donde se distribuyen desde  México al norte de Sudamérica.

## Propiedades
El guarumo se usa comúnmente en el tratamiento de la diabetes. Se emplea la infusión de las hojas, ramas, corteza o raíz, como agua de tiempo, y también se aplica en fomentos en el estómago durante la mañana y por la tarde. Para regular la presión arterial y para resolver problemas renales en general, se recomienda cortar la raíz del lado por donde nace el sol y dividirla en nueve partes, éstas se hierven en agua y el líquido resultante se bebe en ayunas durante nueve días.
Es utilizado contra la picadura de escorpión, la cual produce "trabazón", hormigueo en la lengua, salida de mucha saliva, sensación de "tener un estropajo en la garganta", "no se puede resollar bien" y "agarra entumición en el cuerpo". Para contrarrestar este efecto se lava la parte dañada con el cocimiento de la hoja o se toma endulzado con miel de palo
En las quemaduras, la hoja de guarumbo molida con aceite rosado o el cocimiento de las hojas con sal se aprovechan en baños, fomentos y cataplasmas. Para las úlceras provocadas por la picadura de la mosca chiclera, se tuestan las hojas en un comal y se muelen hasta que queda un polvo muy fino que se pone directamente en la zona afectada. La savia de este árbol se aplica sobre las verrugas.
Como analgésico (incluyendo dolor de cuerpo) o antipirético, se recomienda un baño general con el cocimiento de las hojas. Con otras plantas se ocupa para después del parto.
Otros usos que se le dan a esta planta son: para asma, enfermedad del pulmón, padecimientos hepáticos, reumas, nacidos, obesidad, afecciones cardiacas, nervios, calentura, dolor de cuerpo e hidropesía.
Se le atribuyen propiedades como antitusivo, y diurético.
Historia
Maximino Martínez, en el siglo XX, la indica como antidiabético, digitálico, diurético, para tratar padecimientos hepáticos, asma, corea, obesidad y verrugas.
Química
En un ensayo fitoquímico preliminar se encontraron esteroles y taninos del grupo pirogalol.
Se identificaron azúcares ramnosa, glucosa y xilosa, así como el 5-(etoxi)-metil furfural aislados como productos de hidrólisis de las hojas de la planta. También se aisló e identificó el estigmasterol y tres compuestos (dos de ellos isómeros); 4-etil-5-(n-3-valeroil)-6-hexahidrocumarina, y el l-(2-metil-1-nonen-8-il)-aziridina. Del extracto hexánico de la planta (hojas) fue posible caracterizar el beta-sitosterol.

## Taxonomía
Cecropia obtusifolia fue descrita por Antonio Bertoloni y publicado en Novi Commentarii Academiae Scientiarum Instituti Bononiensis 4: 439. 1840.
Etimología
Cecropia: nombre genérico que es una referencia al legendario rey Cécrope II, hijo de Erecteo y antiguo rey de Ática.
obtusifolia: epíteto latino que significa "con hojas romas".
Sinonimia
- Ambaiba commutata (Schott ex Miq.) Kuntze
- Ambaiba costaricensis Kuntze
- Ambaiba hemsleyana Kuntze
- Ambaiba mexicana (Hemsl.) Kuntze
- Ambaiba obtusifolia (Bertol.) Kuntze
- Ambaiba panamensis (Hemsl.) Kuntze
- Cecropia alvarezii Cuatrec.
- Cecropia amphichlora Standl. & L.O.Williams
- Cecropia burriada Cuatrec.
- Cecropia commutata Schott ex Miq.
- Cecropia concolor Miq.
- Cecropia dabeibana Cuatrec.
- Cecropia levyana Aladar Richt.
- Cecropia maxonii Pittier
- Cecropia mexicana Hemsl.
- Cecropia mexicana f. glabrescens Donn.Sm.
- Cecropia mexicana var. macrostachya Donn.Sm.
- Cecropia obtusifolia subsp. burriada (Cuatrec.) C.C.Berg & P.Franco
- Cecropia panamensis Hemsl.[7]

## Nombre común
- Guarumbo, chancarro, guarumo, hormigo, hormiguillo, palo de hormigas, trompeta, trompeto, trompetillo.[5]